# Dibamus dalaiensis
Dibamus dalaiensis is een hagedis uit de familie slanghazelwormen. Het is een pootloze hagedis die uiterlijk lijkt op een slang.

## Naam en indeling
De wetenschappelijke naam van de soort werd voor het eerst voorgesteld door Neang, Holden, Eastoe, Seng, Ith & Grismer in 2011.
De soortaanduiding dalaiensis is een verwijzing naar de berg Dalai, waar de soort werd ontdekt.

## Uiterlijke kenmerken
Dibamus dalaiensis bereikt een lichaamslengte zonder staart tot ongeveer 12,7 centimeter, de staart heeft een lengte die overeenkomt met circa 20% van het lichaam. Net als zijn verwanten heeft hij geen zichtbare poten en is hij blind.

## Verspreiding en habitat
De soort komt voor in delen van Azië en leeft endemisch in Cambodja. De hagedis is alleen waargenomen in het zuidwesten van het land, waar hij werd waargenomen onder een houtblok op de berg Dalai in het Cardamomgebergte. Zijn leefgebied staat onder druk, onder meer door de houtkap.
Het is de eerste Dibamus- soort die in Cambodja werd waargenomen. De slanghazelworm leeft waarschijnlijk net als verwante soorten ondergronds.

## Beschermingsstatus
Door de internationale natuurbeschermingsorganisatie IUCN is de beschermingsstatus 'veilig' toegewezen (Least Concern of LC).